# Miłość (zespół muzyczny)
Miłość – polska grupa wykonująca muzykę jazzową i yassową.

## Historia
Miłość powstała w kwietniu 1988 w Trójmieście na bazie nowofalowej formacji Sni Sredstvom Za Uklanianie. Od początku jej liderem był kontrabasista Tymon Tymański, jednak przez kilka następnych lat skład i muzyka grupy ewoluowały. Na początku Tymański współpracował w niej z Mikołajem Trzaską i Mazzollem, a muzyka proponowana przez zespół nawiązywała zarówno do free jazzu, jak i muzyki awangardowej. Wraz z dołączeniem do grupy Leszka Możdżera i odejściem Mazzolla w 1991 muzyka Miłości zbliżyła się do bardziej tradycyjnego jazzu, aczkolwiek nadal pełna była eksperymentów i niebanalnych rozwiązań harmonicznych i aranżacyjnych.
Pierwszy sukces Miłość odniosła na festiwalu Jazz Juniors w Krakowie w 1992. W tym samym roku grupa nagrała (w składzie Tymon, Trzaska, Możdżer, Olter) pierwszy album, zatytułowany Miłość. Do zespołu dołączył Maciej Sikała, grupa zagrała koncert na Jazz Jamboree '93 i zajęła wysokie miejsca w plebiscytach Jazz Forum.
W 1994 muzycy Miłości podjęli współpracę z amerykańskim trębaczem awangardowym Lesterem Bowie. Jej owocem była seria wspólnych koncertów oraz dwie płyty – koncertowa Not Two oraz Talkin’ About Life and Death. W 1995 grupa nagrała płytę Asthmatic, tytułem nawiązującą albumu Astigmatic Krzysztofa Komedy, który uchodzi za jeden z najważniejszych w historii polskiego jazzu.
Równolegle z działalnością w macierzystej grupie członkowie Miłości współpracowali z innymi artystami. Wokół Tymańskiego i Trzaski rozwijała się trójmiejska scena yassowa, Możdżer nagrywał płyty z kompozycjami Chopina. Miłość w klasycznym składzie zakończyła działalność w końcu lat 90., jednak po dokooptowaniu nowych muzyków grupa nadal grała koncerty. Tymon Tymański zrezygnował z gry na kontrabasie i występował, grając na gitarze elektrycznej. Funkcję basisty przejął Tomasz Hesse, na perkusji grał Jacek Olter, na saksofonie Mikołaj Trzaska. W 2000 Trzaskę zastąpił Mazzoll na klarnecie. Czterech muzyków Miłości (Tymański, Trzaska, Mazzoll i Olter) koncertowało również jako NRD. Zespół rozwiązał się w 2002 po samobójczej śmierci Oltera. Swoistą kontynuacją grupy jest nowy projekt Tymona – Tymański Yass Ensemble.
9 sierpnia 2009 w ramach Off Festivalu w Mysłowicach odbył się koncert reaktywowanej specjalnie na ten występ grupy Miłość. Z pierwotnego składu zabrakło, oprócz Jacka Oltera, również saksofonistów: Macieja Sikały i Mikołaja Trzaski. Miejsca brakujących muzyków wypełnili członkowie Tymański Yass Ensemble. Miłość zagrała w składzie: Tymon Tymański – kontrabas, Leszek Możdżer – fortepian, Antoni „Ziut” Gralak – trąbka, Alek Korecki i Irek Wojtczak – saksofony, Kuba Staruszkiewicz – perkusja.
W 2011 Tymański napisał na swoim blogu o rozpoczęciu przez Filipa Dzierżawskiego prac nad filmem dokumentalnym o Miłości. Premiera kinowa filmu „Miłość” miała miejsce 9 sierpnia 2013.

## Dyskografia
- Miłość (1992)
- Taniec smoka (1994)
- Not Two (wspólnie z Lesterem Bowie, 1995)
- Asthmatic (1996)
- Muzyka do filmu Sztos (wspólnie z Tymon i Trupy, 1997)
- Talkin’ About Life and Death (wspólnie z Lesterem Bowie, 1999)